# Quận Fairfield, South Carolina
Quận Fairfield là một quận trong tiểu bang South Carolina. Theo điều tra dân số năm 2000, quận có dân số 23.454 Người. Năm 2005, dân số khoảng 24.047 người.  Quận lỵ đóng ở Winnsboro.6
Quận Fairfield thuộc vùng đô thị Columbia, South Carolina, Columbia, South Carolina.

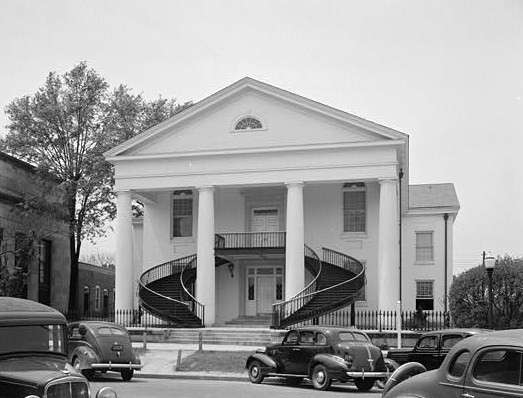
Tòa án quận Fairfield

## Địa lý
Theo Cục điều tra dân số Hoa Kỳ, quận có tổng diện tích 710 dặm Anh vuông (1.839 km²), trong đó, 687 dặm Anh vuông (1.778 km²) là diện tích đất và 23 dặm Anh vuông (60 km²) trong tổng diện tích (3.29%) là diện tích mặt nước.

### Các quận giáp ranh
- Quận Chester, South Carolina - Bắc
- Quận Lancaster, South Carolina - Đông bắc
- Quận Kershaw, South Carolina - Đông
- Quận Richland, South Carolina - Nam
- Quận Newberry, South Carolina - Tây
- Quận Union, South Carolina - Tây bắc

### Các khu bảo tồn quốc gia
- Sumter National Forest (một phần)

## Thông tin nhân khẩu
Theo cuộc điều tra dân số2 tiến hành năm 2000, quận này có dân số 23.454 người, 8.774 hộ, và 6.387 gia đình sinh sống trong quận này. Mật độ dân số là 34 người trên mỗi dặm Anh vuông (13/km²). Đã có 10.383 đơn vị nhà ở với một mật độ bình quân là 15 trên mỗi dặm Anh vuông (6/km²).  Cơ cấu chủng tộc của dân cư sinh sống tại quận này gồm 39.58% người da trắng, 59.09% người da đen hoặc người Mỹ gốc Phi, 0.15% người thổ dân châu Mỹ, 0.19% người gốc châu Á, 0.44% từ các chủng tộc khác, và 0.55% từ hai hay nhiều chủng tộc.  1.07% dân số là người Hispanic hoặc người Latin thuộc bất cứ chủng tộc nào.
Có 8,774 hộ trong đó có 32.40% có con cái dưới tuổi 18 sống chung với họ, 47.90% là những cặp kết hôn sinh sống với nhau, 20.00% có một chủ hộ là nữ không có chồng sống cùng, và 27.20% là không gia đình. 24.40% trong tất cả các hộ gồm các cá nhân và 9.40% có người sinh sống một mình và có độ tuổi 65 tuổi hay già hơn.  Quy mô trung bình của hộ là 2.63 còn quy mô trung bình của gia đình là 3.12.
Cơ cấu độ tuổi dân cư quận này như sau 26.10% dưới độ tuổi 18, 8.60% từ 18 đến 24, 27.80% từ 25 đến 44, 24.30% từ 45 đến 64, và 13.20% người có độ tuổi 65 tuổi hay già hơn.  Độ tuổi trung bình là 37 tuổi. Cứ mỗi 100 nữ giới thì có 90.90 nam giới. Cứ mỗi 100 nữ giới có độ tuổi 18 và lớn hơn thì, có 88.80 nam giới.
Thu nhập bình quân của một hộ ở quận này là $30.376, và thu nhập bình quân của một gia đình ở quận này là $35.943. Nam giới có thu nhập bình quân $29.033 so với mức thu nhập $21.197 đối với nữ giới. Thu nhập bình quân đầu người của quận là $14.911. Khoảng 17.20% gia đình và 19.60% dân số sống dưới ngưỡng nghèo, bao gồm 24.70% những người có độ tuổi 18 và 24.10% là những người 65 tuổi hoặc già hơn.

## Thành phố và thị trấn
- Jenkinsville
- Ridgeway
- Winnsboro

Unincorporated Communities
- Mitford
- Winnsboro Mills